# Oroscopa variegata
Oroscopa variegata là một loài bướm đêm trong họ Erebidae.